# Шапел (Сен Жан де Морјен)
Шапел (фр. Chapelle) насеље је и општина у источној Француској у региону Рона-Алпи, у департману Савоја која припада префектури Сен Жан де Морјен.
По подацима из 2011. године у општини је живело 355 становника, а густина насељености је износила 28,91 становника/km². Општина се простире на површини од 12,28 km². Налази се на средњој надморској висини од 474 метара (максималној 2.200 m, а минималној 360 m).

## Демографија
| 1962. | 1968. | 1975. | 1982. | 1990. | 1999. | 2011. |
| ----- | ----- | ----- | ----- | ----- | ----- | ----- |
| 205   | 259   | 232   | 219   | 239   | 268   | 355   |

График промене броја становника у току последњих година